# Microregione di Pio IX
Pio IX è una microregione del Piauí in Brasile, appartenente alla mesoregione di Sudeste Piauiense.
È una suddivisione creata puramente per fini statistici, pertanto non è un'entità politica o amministrativa.

## Comuni
È suddivisa in 7 comuni:
- Alagoinha do Piauí
- Alegrete do Piauí
- Francisco Santos
- Monsenhor Hipólito
- Pio IX
- Santo Antônio de Lisboa
- São Julião